# Zé Carioca
Zé Carioca (portugais de José Carioca) était  un magazine brésilien de bande dessinée hebdomadaire, comprenant des histoires de l'univers Disney, publié par Editora Abril depuis le 10 janvier 1961, filiale du groupe de média Abril. Le magazine a cessé d'être publié en juillet 2018, après que Abril a cessé de publier des bandes dessinées Disney.

## Historique
Le magazine est lancé le 10 janvier 1961 comme une variante du magazine Pato Donald publié par Editora Abril depuis le 12 juillet 1950. C'est alors le numéro 479 de Pato Donald.
La publication reste hebdomadaire mais les deux titres s'alternent de manière bimensuelle mais avec la même numération, Pato Donald avec des numéros pairs et Zé Carioca les numéros impairs.
En juillet 2018, Editora Abril arrête de publier des bandes dessinées Disney, en mars 2019, des bandes dessinées Disney sont publiées par Editora Culturama, qui en septembre 2020 commencera à publier de nouvelles histoires de Zé Carioca dans le magazine Aventuras Disney.